# Penicillium citrinum
Penicillium citrinum är en svampart som beskrevs av Thom 1910. Penicillium citrinum ingår i släktet Penicillium och familjen Trichocomaceae.   Inga underarter finns listade i Catalogue of Life.